# Erik Wikgren
Erik Wikgren, född 17 januari 1767 i Nyköping, död där 18 juli 1847, var en svensk tenngjutare.
Erik Wikgren lärde sig tenngjutaryrket i Falun. År 1804 var han gesäll hos tenngjutaränkan Anna Kristina Sauer i Stockholm, men i april samma år begav han sig till Nyköping, där tenngjutaren Petter Nybergs änka behövde hjälp. Redan året därpå övertog han verkstaden och blev mästare. Wikgrens tillverkning var tämligen jämn. De flesta år låg den omkring 1 000 skålpund tenn årligen, men minskade under de sista åren, troligen var han sjuklig sista åren då hans senare protokoll undertecknats av en god man. Han alster är vanliga i museisamlingar. Vanligast är cylinderstop, men han tillverkade även revstop, ett sådant finns på Västmanlands läns museum. Även grötskålar är mycket vanliga. Bland hans mera ovanliga produkter märks hans gustavianska kaffekannor med pärlbårder och räfflade fötter.